# Stargate: Continuum
Stargate: Continuum (Stargate: El Continuo o Stargate: Tiempo Infinito en algunas versiones) es una película para DVD escrita por Brad Wright y dirigida por Martin Wood. Es el segundo filme secuela de Stargate SG-1, después de Stargate: The Ark of Truth, y marca el fin de la trama Goa'uld, la cual abarcó de forma preferente las primeras ocho temporadas. Además del elenco de la 10.ª temporada, la película contó con la participación especial de los actores originales de la serie, Richard Dean Anderson y Don S. Davis. La película fue filmada a principios de 2007 en los estudios Vancouver's Bridge y en el Ártico.
La historia comienza con el SG-1, junto al General O'Neill, presenciando la ceremonia de extracción del último de los Señores del Sistema Goa'uld, Ba'al. Pero antes de ser extirpado, Ba'al declara al equipo que no es el último y que el verdadero Ba'al sigue libre. Este aparece en el pasado, en 1939, en un barco llamado "Aquiles", y mata a la tripulación, desviando luego el curso de la nave y dejando una bomba. Se modifica así la historia, y los restantes miembros del SG-1 deberán restaurarla. 
El presupuesto de producción fue de siete millones de dólares (U$S 7.000.000). Continuum fue lanzada en DVD y Blu-ray Disc en Estados Unidos el 29 de julio de 2008. La película se estrenó en América Latina el 26 de noviembre de 2009, a través de Cinecanal. En España se estrenó el 1 de octubre de 2008.

## Trama
El SG-1, junto al General O'Neill, viajan a un mundo Tok'ra para presenciar la ceremonia de extracción de Ba'al, el último de los Señores del Sistema Goa'uld. Antes de ser extirpado, Ba'al declara al equipo que no es el último Señor del Sistema, aunque puede ser el último de los clones, y que el verdadero Ba'al sigue libre, y ya ha puesto en acción un plan de emergencia. 
En el pasado, concretamente en 1939, un barco llamado "Aquiles" se halla cruzando el Océano Atlántico, cuando repentinamente un temblor lo sacude: es un Stargate activándose. El verdadero Ba'al, junto a algunos Jaffa, llega a través de él y mata a la tripulación, desviando luego el curso de la nave y dejando una bomba. Sin embargo el capitán del buque, aunque mortalmente herido, logra arrojar la bomba al mar antes de que ésta explote.
En el presente, objetos y personas comienzan a desaparecer, incluyendo Vala y Teal'c. O’Neill es asesinado por Ba'al. Mitchell, Carter y Daniel corren hacia el Stargate, pero cuando cruzan la puerta estelar experimenta un extraño fenómeno. El equipo llega al interior del Aquiles, que se encuentra encallado en el Ártico. Rápidamente concluyen que Ba'al ha alterado la línea de tiempo de modo que el Programa Stargate nunca tuvo lugar. Los tres escapan antes de que el barco se hunda, pero Jackson queda con su pierna congelada, por lo que es dejado atrás, mientras Mitchell y Carter van por ayuda. Son rescatados por un equipo liderado por el Coronel Jack O'Neill, y llevados a bordo del USS Alexandria a una base en Alaska. Intentan explicarle al coronel lo que sucedió, pero él no les cree. Después de ser interrogados, solicitan hablar con el general Landry, quien a pesar de creer su historia, les informa que no se les permitirá restaurar la línea de tiempo. Durante la conversación, Landry revela que Samantha Carter fue una astronauta que murió en un accidente a bordo de un trasbordador espacial 4 años atrás, Daniel Jackson es un arqueólogo que vive en soledad en Egipto, y Cameron Mitchell no existe, ya que al parecer su abuelo era el Capitán del Aquiles, muerto en 1939, siendo por tanto su propia existencia una paradoja temporal. El Gobierno les impone un "acuerdo de confidencialidad", por el cual cada uno es enviado a diferentes lugares del país, donde comienzan una nueva vida con otras identidades, prohibiéndoles toda actividad relacionada con restaurar la continuidad histórica.
Un año después, un grupo de Al'keshs aparecen sobrevolando ciudades en todo el mundo, y se llama al SG-1 para reunirse nuevamente. Mientras tanto, en otra parte de la galaxia, Ba'al ha derrotado al último de los Señores de Sistema que se le oponía, Apophis, y ahora planea conquistar la Tierra, con Qetesh como reina, y Teal'c como su Primado, quien aceptó esta posición a cambio de la promesa de libertad para los Jaffa. El SG-1 es informado por el presidente Hayes y el general Hammond de que ya lograron recuperar el Stargate perdido en el Antártico y que equipos de excavación se encuentran cerca de alcanzar el puesto avanzado de los Antiguos. Entonces el SG-1 es enviado para conseguir un ZPM para potenciar el arma de Drones. Mientras parten rumbo a la base McMurdo en la Antártida para usar el Stargate, la Armada de Ba'al llega a la Tierra. En su nave insignia, Ba’al les explica a sus lugartenientes (Los Señores del Sistema) que en vez de arrasar el planeta y esclavizar a los supervivientes, ofrecerá a los Tau'ri una dominación pacífica basada en una "sincera amistad", ya que de lo contrario siempre tendrían un "motivo para luchar". Luego, Ba'al utiliza un teléfono por satélite que guardaba para hablar con el presidente Hayes, pero entonces Qetesh lo apuñala por detrás con una espada. Ella sospechaba sobre cómo Ba'al había podido lograr tanto éxito en poco tiempo, y por ello le obliga a confesarle todo. Después, al enterarse de que los humanos encontraron el Chappa'ai en el polo sur, Qetesh ordena a sus tropas destruir la base McMurdo y el puesto avanzado Antiguo. Teal'c huye a un Al'kesh camuflado, mientras Qetesh deja a las naves Goa'uld bombardeando la Tierra, en tanto, ella fija curso a "Praxyon", el planeta donde Ba'al tiene su máquina del tiempo. 

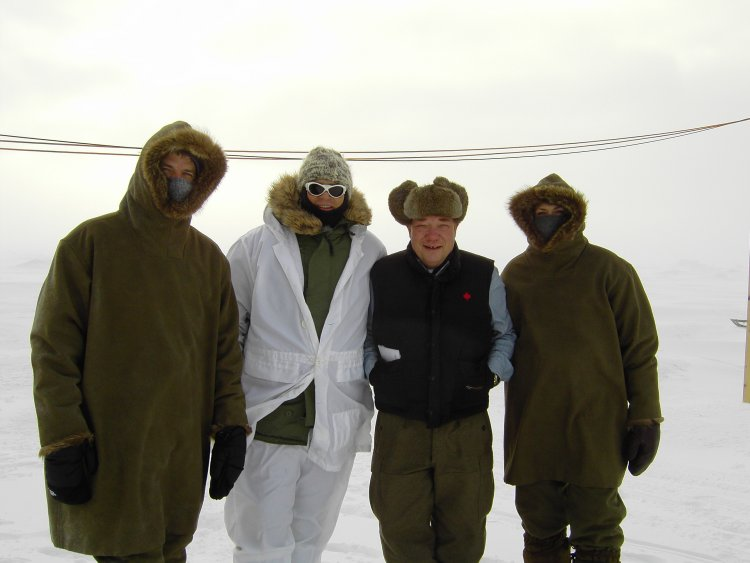
Ben Browder, Richard Dean Anderson, Barry Campbell (Jefe de Operaciones del Laboratorio Submarino del Ártico de la Marina en San Diego) y Amanda Tapping en el rodaje de Stargate Continuum a principios de 2007.

Bajo el bombardeo de Washington D. C., el presidente Hayes es informado por el presidente de Rusia que ellos recuperaron un artefacto del fondo del Océano Ártico, por lo que Hayes ordena al SG-1 redirigirse hacia una base secreta rusa. Tras librarse de un grupo de planeadores de la muerte, con ayuda de unos Migs rusos, el equipo alcanza la base, posiblemente cerca de Moscú, donde encuentran el Stargate. Sin embargo, también Teal'c llega en su Al'kesh. Él planea cumplir la última tarea de todo Primado Jaffa: vengar la muerte de su Señor; y para ello debe llegar a "Praxyon" antes que Qetesh. Aunque Teal'c en principio rechaza la ayuda del SG-1, pronto su nave es descubierta y comienza a recibir disparos desde el espacio, por lo que accede a atravesar el Portal junto al equipo. Ya del otro lado, y después de convencer a Teal'c para que los ayude a restablecer la línea de tiempo, el SG-1 descubre la "máquina temporal" de Ba'al. Se trata de un gran complejo subterráneo con una supercomputadora, que recibe telemetría de satélites orbitando cientos de estrellas en la galaxia, los cuales buscan algo específico: erupciones solares. Carter explica que además de la tecnología Antigua, sólo se puede viajar en el tiempo pasando por un agujero de gusano (creado al activarse el Stargate) que atraviesa el campo magnético de una erupción solar. Carter entonces debe buscar una erupción que pueda enviarlos a un momento antes de que Ba'al lleve a cabo su plan. Sin embargo, los guerreros de Qetesh llegan a través de los anillos de transporte que hay allí. Debido a los constantes ataques de los Jaffa, al equipo no le queda otra opción más que usar una erupción que según Samantha los llevará a 1929, 10 años antes de la fecha alterada. Mientras activan el Stargate, Daniel y Carter son heridos mortalmente. Teal'c continua luchando, y aunque cae herido producto de varios disparos, logra dar a Mitchell la oportunidad para cruzar el Stargate. 
Inmediatamente Qetesh desciende al complejo y se acerca a un moribundo Teal'c, con quien tiene una pequeña conversación. Ella se regocija con su victoria, pero Teal’c le responde que él morirá libre y entonces activa un aparato explosivo que termina por destruir todo el lugar. Nuevamente, en 1939, el Aquiles se encuentra navegando el Atlántico, cuando el Stargate empieza a activarse. Tal como ocurrió antes, el capitán de la nave ordena a un tripulante revisar la zona de carga, pero al llegar allí se topa con el coronel Mitchell, a quien confunde en primer momento con el capitán. Mitchell le pasa un arma y le dice que se prepare porque abordarán el barco. El Stargate entonces se activa, y llegan dos Jaffa, que son fácilmente eliminados. Luego aparece el verdadero Ba’al, quien cae atónito ante un certero disparo de Mitchell en la cabeza, muriendo así el verdaderamente último Señor del Sistema Goa'uld. El capitán del barco llega a la bodega, y pregunta a Mitchell quién es, a lo que este le responde que solo es un "viejo amigo de la familia". Con esto, la línea de tiempo es restablecida.
En el presente, la ceremonia de extracción se lleva a cabo, mientras el SG-1 observa como Ba'al es extirpado del anfitrión, y colocado en un pequeño tubo. La Tok'ra, que dirige el rito, lo toma y ante todos los presentes anuncia el fin del Último Señor del Sistema Goa'uld, arrojando el recipiente al suelo, donde el simbionte termina por sucumbir. De regreso en la Tierra, en los camerinos del SGC, Daniel se pregunta cuál sería ese plan de emergencia de Ba'al y si este efectivamente era el último, pero Teal'c y Mitchell le convencen de no darle más vueltas al asunto. Los tres entonces se van, pero Mitchell olvida cerrar bien su casillero, pudiéndose ver dentro de este una foto del capitán Mitchell, junto a un viejo Cameron Mitchell, con el Aquiles detrás de ellos.

## Reparto
| Actor Original (EE. UU.) | Personaje                                   | Actor de voz (Hispanoamérica) | Actor de Doblaje (España) |
| ------------------------ | ------------------------------------------- | ----------------------------- | ------------------------- |
| Ben Browder              | Coronel Cameron Mitchell                    | Julio González Littin         | Eduardo Jover             |
| Ben Browder              | Capitán del Aquiles                         | Paulo Castro                  | Eduardo Jover             |
| Amanda Tapping           | Coronel Samantha Carter                     | Keyroz Guillen                | Paloma Escola             |
| Christopher Judge        | Teal'c                                      | Marco Antonio Espina          | Antonio Villar            |
| Michael Shanks           | Daniel Jackson                              | Andrés Skocknick              | Eduardo Del Hoyo          |
| Beau Bridges             | Major General Henry "Hank" Landry           | Sergio Schmied                | Luis Mas                  |
| Claudia Black            | Vala Mal Doran/Qetesh                       | Morin Herman                  |                           |
| Richard Dean Anderson    | General (y Coronel) Jonathan "Jack" O'Neill | Sandro Larenas                | Luis Porcar               |
| William Devane           | Presidente Henry Hayes                      | Mario Santander               |                           |
| Cliff Simon              | Ba'al                                       | Javier Rodríguez              |                           |
| Don S. Davis             | Teniente General George Hammond             | Rolando Silva                 |                           |
| Steve Bacic              | Camulus                                     |                               |                           |
| Gary Jones               | Sargento Mayor Walter Harriman              | Carlos Carvajal               |                           |
| Jacqueline Samuda        | Nirtti                                      |                               |                           |
| Peter Williams           | Apophis                                     |                               |                           |
| Peter John Prinsloo      | Alex                                        | Daniel Seisdedos              |                           |
| Dan Shea                 | Siler                                       |                               |                           |
| Martin Wood              | Mayor Wood                                  | Sergio Aliaga                 |                           |
| Derek Peakman            | Tok'ra Elder                                |                               |                           |
| Ron Halder               | Cronus                                      |                               |                           |
| Vince Crestejo           | Yu                                          |                               |                           |
| Jay Williamson           | Ra                                          |                               |                           |
| Colin Cunningham         | Mayor Davis                                 |                               | Juan Antonio Arroyo       |
| Jean Daigle              | Contramaestre del Aquiles                   | Alexis Quiroz                 |                           |
| Barry Campbell           | Tripulante en la torreta del Alexandria     |                               |                           |

## Producción

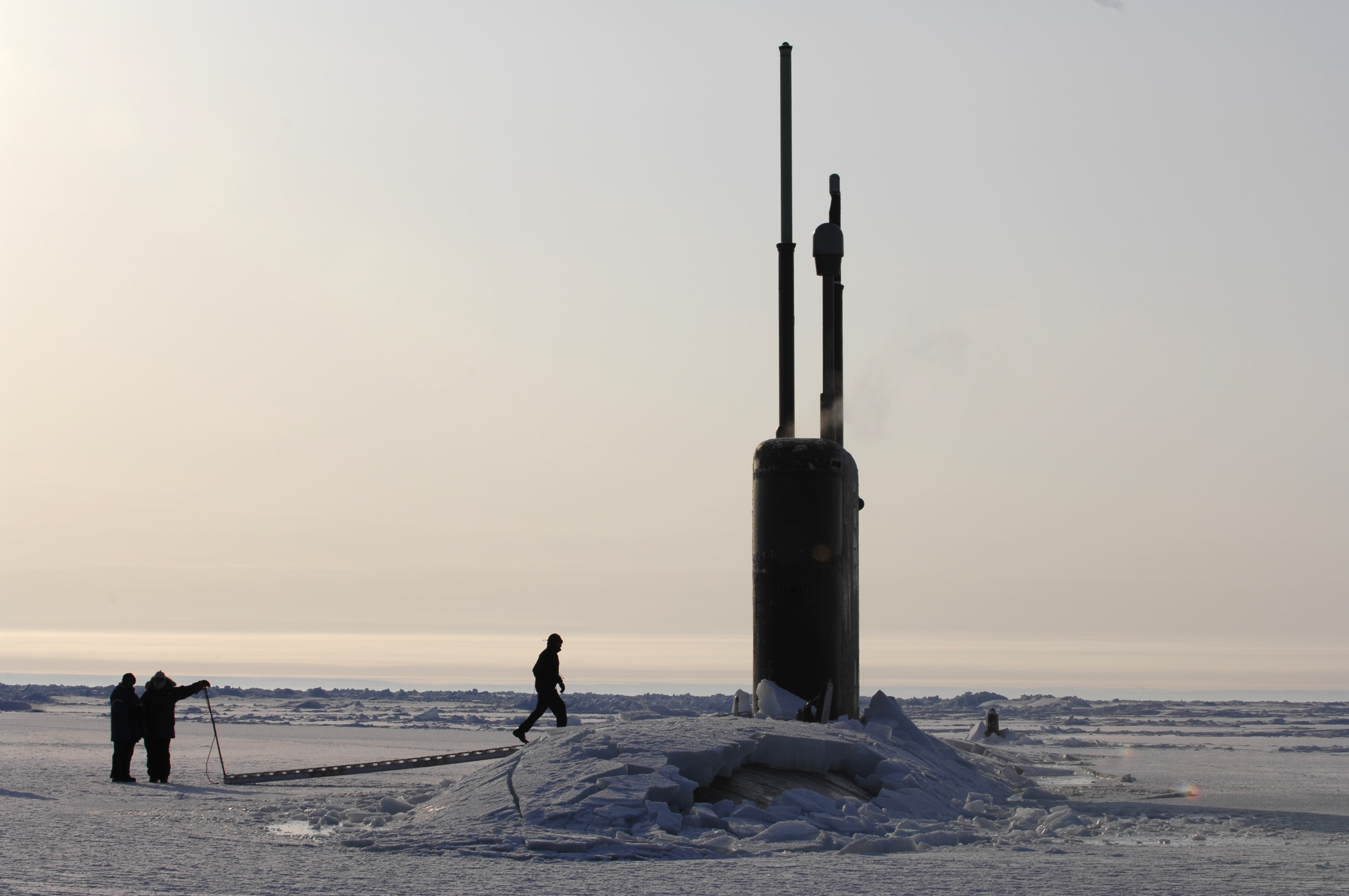
Submarino USS Alexandria (SSN-757).

Stargate: Continuum fue escrita por Brad Wright y dirigida por Martin Wood. Algunas escenas de esta película ya habían sido filmadas a finales de marzo de 2007, pero la fecha original de comienzo del rodaje fue establecida el 22 de mayo de 2007 en los Estudios Vancouver's Bridge. El presupuesto para el rodaje fue de 7 millones de dólares (U$S 7.000.000). La película incluye escenas filmadas en el laboratorio de la Armada de los Estados Unidos Applied Physics Laboratory Ice Station en el Ártico, 360 kilómetros al norte de Prudhoe Bay, Alaska. Estas escenas muestran a Richard Dean Anderson, Amanda Tapping y Ben Browder. Fueron filmadas desde el 23 al 29 de marzo de 2007. La película también presenta al USS Alexandria (SSN-757). Las filmaciones en el Ártico incluyen escenas rodadas en el hielo, escenas filmadas con el Alexandria como fondo, escenas filmadas a bordo del Alexandria, y tomas del Alexandria emergiendo y sumergiéndose.
A causa del poco espacio, las escenas de Ártico fueron filmadas con sólo tres actores y un equipo de cuatro personas. El director Martin Wood trabajó como extra en una escena (como el "Mayor Wood"), así como también otros miembros del equipo de filmación. El capitán del Alexandria, Cmdr. Mike Bernacchi, y miembros de su tripulación actuaron como ellos mismos. Barry L. Campbell, jefe de operaciones del Laboratorio Submarino del Ártico de la Armada de Estados Unidos con base en San Diego, quien coordinó la oportunidad de filmar en el Ártico, también apareció como marino.
El escritor Brad Wright también hace una aparición especial como piloto de un F-15. La película está dedicada a la memoria de Paul McCann y Anthony Huntrod, quienes perdieron sus vidas durante un accidente bajo la capa de hielo en el submarino HMS Tireless al momento de la filmación. La película necesitó de 19 días de rodaje, más cinco días de filmación en el Ártico (estuvieron siete días allí). Al posponer el estreno de esta película hasta el fin de la quinta temporada de Stargate Atlantis, hay un error de continuidad con los rangos de Carter y Mitchell. Al final de los créditos aparecen como Teniente Coroneles. Sin embargo cuando vuelan en los F-15s ambos usan el rango de un Coronel. Esto se debe al hecho de que durante la filmación los productores supusieron que la película probablemente sería lanzada después de que el personaje de Carter fuera ascendido en Atlantis. En el estreno de la Quinta temporada de ese programa, Sam, ya Coronel, deja Atlantis para asistir a la extracción, colocando esta película cerca de un año después de El Arca de la Verdad.

## Lanzamiento y recepción

Amanda Tapping en el Ártico.

La película se estrenó en la Convención Internacional de Cómics de San Diego, California el 25 de julio de 2008, acompañada por el elenco. La película se lanzó en DVD y en Blu-ray el 29 de julio de 2008, seguida por emisiones en TV.
De acuerdo a Robert C. Cooper, el título será lanzado internacionalmente en DVD por MGM cerca de la misma fecha. La distribución y lanzamiento en Estados Unidos estará a cargo de FOX. La película fue lanzada el 6 de agosto de 2008 en Australia y en el Reino Unido el 18 de agosto de 2008, tras haber sido emitida por el canal británico Sky 1 el 12 de agosto.
En su debut en el Reino Unido e Irlanda recibió 543.000 espectadores, ocupando el primer puesto de las difusiones del canal Sky 1. La película recaudó unos 8 millones de dólares en Estados Unidos, donde se estrenó el 2 de abril de 2009 en Syfy.
Un crítico de Sky 1 dijo que era "agradable y divertida". Nix de Sci Fi Cool dijo en su crítica "termina exactamente como la mayoría, si no todos, los episodios de SG1. Quedas satisfecho y queriendo más." El crítico Christopher Monfette de IGN otorgó a la película un 7 sobre 10 y dijo que era "decente, pero que no tenía un nivel de gran ciencia ficción". Don Houston de DVD Talk dijo que el presupuesto había sido demasiado bajo. Mark Wilson de About.com dijo que la película solamente había sido otro camino para que los productores volviesen a retomar algunos de sus protagonistas preferidos, pero concluyó que era una película "sólida". Darren Sumner y David Read de GateWorld dijeron que era una "gran película" y que era mejor que Stargate: The Ark of Truth. Dean Winkelspecht dijo que era "una de las mejores películas directamente para vídeo del año".
Ganó el premio High-Def Disc 2008. El 11 de julio de 2009 se anunció que ganó una de las 6 nominaciones a las que aspiraba en los premios Constelación 2008. Claudia Black recibió el premio a la mejor actriz principal de película de ciencia ficción, película de televisión o miniserie, por su papel de Vala Mal Doran. También recibió 11 nominaciones a los premios Leo en 2009. Los resultados fueron anunciados el 8 y 9 de mayo de dicho año, obteniéndose 3 premios, para Brad Wright por el guion, a Michael Shanks por su papel de Daniel Jackson y a Paul Sharpe, Iain Pattison y Graeme Hughes por el sonido. Stargate: Continuum y Stargate: The Ark of Truth, fueron lanzados en Estados Unidos en un DVD doble el 3 de marzo de 2009 y también en Blu-Ray.

## Premios
En 2009 fue nominada a 11 Premios Leo y ganó 3 de ellos.
| Premio      | Categoría                  | Ganador/Nominado                                                                | Resultado |
| ----------- | -------------------------- | ------------------------------------------------------------------------------- | --------- |
| Premios Leo | Mejor actor protagonista   | Michael Shanks                                                                  | Ganador   |
| Premios Leo | Mejor sonido               | Paul A. Sharpe, Iain Pattison, Graeme Hughes                                    | Ganador   |
| Premios Leo | Mejor guionista            | Brad Wright                                                                     | Ganador   |
| Premios Leo | Mejor cinematografía       | Peter F. Woeste                                                                 | Nominado  |
| Premios Leo | Mejor vestuario            | Christina McQuarrie                                                             | Nominado  |
| Premios Leo | Mejor dirección            | Martin Wood                                                                     | Nominado  |
| Premios Leo | Mejor actriz protagonista  | Amanda Tapping                                                                  | Nominado  |
| Premios Leo | Mejor edición fotográfica  | Brad Rines                                                                      | Nominado  |
| Premios Leo | Mejor diseño de producción | James Robbins, Mark Davidson, Robert Davidson                                   | Nominado  |
| Premios Leo | Mejor edición de sonido    | Jay Cheetham                                                                    | Nominado  |
| Premios Leo | Mejores efectos visuales   | Michelle Comens, Stephen Bahr, Christopher Stewart, Krista McLean, James Kawano | Nominado  |